# Miran Orel
Miran Orel, slovenski agronom in vinogradnik, * 19. december 1920, Petrovaradin, Vojvodina, † 21. maj 2001, Rožna Dolina.

## Življenje in delo
Ogrin se je leta 1940 vpisal na agronomsko fakulteto v Bologni, kjer je 1948 tudi doktoriral. Po 2. svetovni vojni je bil član razmejitvene komisije z Italijo, nato zaposlen kot direktor na kmetijski šoli v Škocjanu pri Kopru in kmetijskih organizacijah v Šmpetru pri Gorici, Goenji Radgoni in Dobrovem v Goriških brdih.
Strokovno je sodeloval pri projektiranju vinogradov, vinskih kleti in trsnih nasadov ter zbral največjo kolekcijo sort vinske trtein podlag v Sloveniji (265 sort), v Gornji Radgoni pa uvedel proizvodnjo penečega vina. Bil je tudi sodni izvedenec za kmetijsko stroko.